# Araguari Atlético Clube
Araguari Atlético Clube é uma agremiação esportiva da cidade de Araguari, no estado de Minas Gerais, fundada em 16 de novembro de 1944.

## História
Clube tradicional do futebol do interior de Minas Gerais, o Araguari já protagonizou algumas campanhas na elite do futebol mineiro, principalmente em 1965, 1976 e 1980. Sua melhor campanha na elite mineira foi em 1978, quando terminou na décima-segunda colocação.
Em 1951, participou do primeiro Campeonato do Triângulo Mineiro, vencido pelo seu rival
Fluminense Futebol Clube, de Araguari.
Em 1979, quando teve uma de suas melhores formações, conseguiu empatar em casa contra o Clube Atlético Mineiro.
Foi vice-campeão mineiro da Segunda Divisão em 1964 e campeão da Terceira Divisão em 1993, com uma campanha excelente, superando, no quadrangular final, Ideal de Ipatinga, Guarani de Divinópolis e Unaí.
Em 1995, chegou à fase final do Módulo II do Campeonato Mineiro, mas não alcançou a promoção, conseguida por Villa Nova Atlético Clube e Associação Atlética Paraisense.
Manda seus jogos no estádio Vasconcelos Montes, com capacidade para seis mil pessoas.
Suas cores são o branco, azul e o vermelho.

### Futebol feminino
O Araguari é considerado o primeiro clube do Brasil a formar um time feminino.
Em 1958 houve uma crise financeira em um dos tradicionais colégios da cidade e a forma idealizada para arrecadar fundos foi uma partida entre mulheres. Depois de algumas "peneiras", o Araguari selecionou vinte e duas meninas entre doze e dezoito anos e após vários treinos, o jogo entre as duas equipes da cidade aconteceu em dezembro de 1958. Como o Fluminense, de Araguari, não formou uma equipe, onze garotas do Araguari vestiram a camisa adversária para a realização do jogo beneficente. O sucesso foi grande que a revista O Cruzeiro fez matéria de capa sobre o acontecimento, pois, até então, partidas femininas só ocorriam em circos ou jogos de futsal. Com o sucesso do jogo e a divulgação da revista, houve, nos meses seguintes, vários jogos do time feminino do Araguari em cidades de Minas Gerais, incluindo Belo Horizonte, e também em Goiânia e Salvador. Em meados de 1959, a equipe feminina do Araguari foi desfeita, por pressão dos religiosos de Minas Gerais.

## Títulos
| ESTADUAIS | ESTADUAIS                      | ESTADUAIS | ESTADUAIS   |
|           | Competição                     | Títulos   | Temporadas  |
| --------- | ------------------------------ | --------- | ----------- |
|           | Campeonato Mineiro - Módulo II | 1         | 1993        |
|           | Campeonato do Triângulo        | 2         | 1952 e 1953 |

### Campanhas de destaque
- Vice-Campeão Mineiro da Segunda Divisão: 1964.
- Vice-Campeão Mineiro da Terceira Divisão: 1989.

## Estatísticas

### Participações
|  | Participações em 2024 |

| Competição   | Competição         | Temporadas | Melhor campanha     | Anos                                             | P | R |
| Minas Gerais | Campeonato Mineiro | 7          | 12º colocado (1978) | 1970, 1972-1973, 1976, 1978-1980                 |   | 2 |
| Minas Gerais | Módulo II          | 26         | Campeão (1993)      | 1961-1969, 1977, 1981-1988, 1990-1991, 1993-1998 | 2 | 2 |
| Minas Gerais | Segunda Divisão    | 5          | Vice-campeão (1989) | 1989, 2011, 2019, 2021, 2024                     | 1 |   |

1- Durante o decorrer do tempo, as divisões do campeonato mineiro tiveram várias denominações diferentes, então a classificação está distribuída de acordo com os níveis, do 1º ao 3º.